# Яношхальма

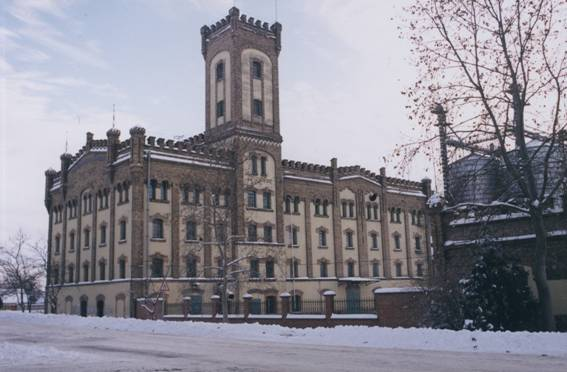
Яношхальма

Яношхальма (угор. Jánoshalma) — місто в медьє Бач-Кішкун в Угорщині. Місто займає площу 132,21 км², на якій проживає 9 848 жителів.
| Угорщина | Це незавершена стаття з географії Угорщини. Ви можете допомогти проєкту, виправивши або дописавши її. |